# Izlaganje sa znanstvenog skupa
Izlaganje sa znanstvenog skupa (eng. conference paper), oblik znanstvenog rada ili stručnog rada. Predstavlja pisanu inačicu usmenog izlaganja na znanstvenim skupovima. Objavljuje ga se u zbornicima radova. Može i ne mora imati obilježje izvornog znanstvenog članka. Često ga se ne recenzira.